# Slalom (film, 2020)
Slalom je francouzsko-belgický dramatický film z roku 2020, který režírovala Charlène Favier. Snímek měl světovou premiéru na filmovém festivalu v Angoulême dne 29. srpna 2020.

## Děj
Patnáctiletá Lyz se právě připojila k lyžařskému oddílu na střední škole v Bourg-Saint-Maurice. Fred, její nový trenér a bývalý šampion, si okamžitě všimne jejího talentu a vsadí na ni. Pod Fredovým vedením Lyz brzy začne sbírat vítězství. Zároveň se ale dostane pod naprostý trenérův vliv.

## Obsazení
| Noée Abita           | Lyz Lopez                 |
| Jérémie Renier       | Fred                      |
| Marie Denarnaud      | Lilou                     |
| Muriel Combeau       | Catherine                 |
| Maïra Schmitt        | Justine                   |
| Axel Auriant         | Max                       |
| Frédéric Épaud       | trenér francouzského týmu |
| Catherine Marchalová | matka Justiny             |
| Dominique Thomas     | řidič                     |

## Ocenění
- Festival frankofonních filmů Angoulême: Cena Magélis
- Americký filmový festival Deauville: Cena Ornano-Valenti
- Filmový festival ve Vlissingenu: cena pro mládež
- Mezinárodní frankofonní filmový festival v Namuru: Bayardova cena za nejlepší kameru
- César: nominace v kategoriích nejslibnější herečka (Noée Abita) a nejlepší filmový debut (Charlène Favier)
- Magritte: nominace na nejlepšího herce (Jérémie Renier)